# المعزب (ملحان)

تعديل مصدري - تعديل

المعزب هي إحدى قرى عزلة الروضة بمديرية ملحان التابعة لمحافظة المحويت، بلغ تعداد سكانها 214 نسمة حسب تعداد اليمن لعام 2004.